# Angelski grad, Rim
Hadrijanov mavzolej, običajno znan kot Angelski grad (italijansko Castel Sant'Angelo), je visoka cilindrična zgradba v parku Adriano v Rimu v Italiji. Sprva ga je naročil rimski cesar Hadrijan kot mavzolej zase in za svojo družino. Stavbo so kasneje kot trdnjavo in grad uporabljali papeži, danes pa je muzej. Stavba je bila nekoč najvišja stavba v Rimu.

## Hadrijanova grobnica
Grobnica rimskega cesarja Hadrijana je bila postavljena na desnem bregu reke Tibere, med letoma 134 in 139 n. št. Prvotno je bil mavzolej okrašen valj z vrtom in zlato kvadrigo. Hadrijanov pepel je bil tu postavljen leto po njegovi smrti v Baiaeju leta 138, skupaj s tistim njegove žene Sabine in njegovega prvega posvojenega sina Lucija Elija, ki je umrl leta 138. Po tem so bili tu postavljeni tudi ostanki naslednjih cesarjev, zadnja zabeležena shramba je bil Karakala leta 217. Žare, ki vsebujejo ta pepel, so bile verjetno postavljene v tako imenovano sobo zakladnice, globoko v stavbi. Hadrijan je zgradil tudi Pons Aelius, obrnjen naravnost proti mavzoleju - še vedno ponuja slikovit pristop iz središča Rima in levega brega Tibere ter je znan po baročnih dodatkih kipov angelov, ki držijo v rokah predmete Jezusovega trpljenja.
Shranjene žare s pepelom so bile uničene leta 410, ko so Vizigoti oplenili Rim.
Leta 401 je bil mavzolej spremenjen v trdnjavo, nato pa so jo papeži od 14. stoletja uporabljali kot grad v primeru napada na Rim. Vatikan je grad uporabljal tudi kot zapor (npr. Giordano Bruno je bil tu zaprt šest let).

## Propad
Večina grobnih vsebin in okraskov je bilo izgubljenih od pretvorbe stavbe v vojaško trdnjavo leta 401 in njene poznejše vključitve v Avrelijanov zid cesarja  Flavija Honorija Avgusta. Žare in pepel so razsuli vizigotski plenilci med Alarikovim opustošenjem Rima leta 410, prvotni okrasni kip iz brona in kamna pa so vrgli na napadalne Gote, ko so leta 537 oblegali Rim, kot pripoveduje Prokopij iz Cezareje. Nenavadno ohranjen je temeljni kamen pogrebne žare (verjetno Hadrijanove), ki je prišla do bazilike svetega Petra, pokrila je grob Otona II., kasneje pa je bila vključena v masivno renesančno krstilnico. Uporaba spolije iz grobnice v postrimskem obdobju je bila opažena v 16. stoletju – Giorgio Vasari piše:
... da bi zgradili cerkve za uporabo kristjanov, niso bili uničeni samo najbolj cenjeni templji idolov [poganskih rimskih bogov], ampak da bi oplemenitili in okrasili svetega Petra z več okraski, kot jih je imel tedaj, so odnesli kamnite stebre iz Hadrijanove grobnice, zdaj gradu Sant'Angelo, pa tudi mnoge druge stvari, ki jih zdaj vidimo v ruševinah.
Legenda pravi, da se je na mavzoleju pojavil nadangel Mihael, ki je s svojim mečem označil znamenje konca kuge leta 590 in tako gradu dal današnje ime. Manj dobrodelno, a bolj primerno izdelavo legende, glede na bojevito razpoloženje tega nadangela, je slišal popotnik iz 15. stoletja, ki je na grajski strehi videl kip angela. Pripoveduje, da je papež Gregor I. v daljši sezoni kuge slišal, da so prebivalci, tudi kristjani, začeli obračati poganskega idola v cerkvi Santa Agata v Suburri. Vizija je papeža pozvala, naj vodi procesijo do cerkve. Ob prihodu je idol čudežno razpadel s gromom. Ko se je vrnil k svetemu Petru ob Elijskem mostu, je imel papež še eno vizijo angela na vrhu gradu, ki je z meča obrisal kri s plaščem in ga nato oblekel. Medtem ko je papež to razlagal kot znak pomiritve Boga, to Gregorju ni preprečilo, da bi uničil več mest poganskega čaščenja v Rimu.

## Papeška trdnjava, rezidenca in zapor
Papeži so zgradbo spremenili v grad, začenši v 14. stoletju; papež Nikolaj III. je grad povezal z baziliko svetega Petra s pokritim utrjenim hodnikom, imenovanim Passetto di Borgo. Trdnjava je bila zatočišče papeža Klemena VII. Pred obleganjem Landsknechta Karla V. med pustošenjem Rima (1527), v katerem Benvenuto Cellini opisuje sprehod po obzidju in streljanje na sovražne vojake.
Papež Leon X. je zgradil kapelo z Madonno Raffaella da Montelupa. Leta 1536 je Montelupo ustvaril tudi marmorni kip svetega Mihaela, ki drži svoj meč po kugi 590 (kot je opisano zgoraj), da bi premagal Castel. Kasneje je papež Pavel III. zgradil bogato stanovanje, da bi zagotovil, da bo imel papež v vsakem prihodnjem obleganju primerno bivališče.
Montelupov kip je nadomestil bronasti kip iste teme, ki ga je leta 1753 izdelal flamski kipar Peter Anton von Verschaffelt. Verschaffeltov je še vedno na svojem mestu, Montelupovega pa je mogoče videti na odprtem dvorišču v notranjosti gradu.
Papeška država je Angelski grad uporabljala tudi kot zapor; Giordano Bruno je bil na primer tam zaprt šest let. Drugi zaporniki so bili kipar in zlatar Benvenuto Cellini ter čarovnik in šarlatan Cagliostro. Usmrtitve so izvajali na majhnem notranjem dvorišču. Kot zapor je bil tudi prizorišče za tretje dejanje opere Tosca Giacoma Puccinija iz leta 1900; istoimenska junakinja skoči v smrt z obzidja gradu.

## Muzej
Grad je bil ukinjen leta 1901 in je zdaj muzej: Museo Nazionale di Castel Sant'Angelo. Vsako leta ga obišče več kot milijon obiskovalcev.

## Galerija
- Barberinijev Favn (Gliptoteka, Müncenh) nekoč del gradu
- Pogled z juga proti Castel Sant'Angelo in Ponte Sant'Angelo
- Castel Sant'Angelo gledano z druge strani reke.
- Originalni angel, Raffaello da Montelupo.
- Bronasti kip nadangela Mihaela, ki stoji na vrhu Angelskega gradu, ki ga je leta 1753 modeliral Peter Anton von Verschaffelt (1710–1793).
- Še en pogled na angela
- Giovanni Battista Bugatti, papeški krvnik med letoma 1796 in 1861, ki je ponujal tobak obsojenemu zaporniku pred Castel Sant'Angelo
- Pogled na reko Tibero, gledano proti jugu z Angelskim gradom in baziliko svetega Petra, Rudolf Wiegmann, 1834

## V popularni kulturi
Angelski grad je med drugim kraj dogajanja zgodbe, opisane v drami Victoriena Sardouja z naslovom La Tosca (1887), po kateri je nastal libreto (avtorja Luigi Illica in Giuseppe Giacosa) znamenite istoimenske opere (1899) italijanskega skladatelja Giacoma Puccinija